# Pietro Andrea Mattioli

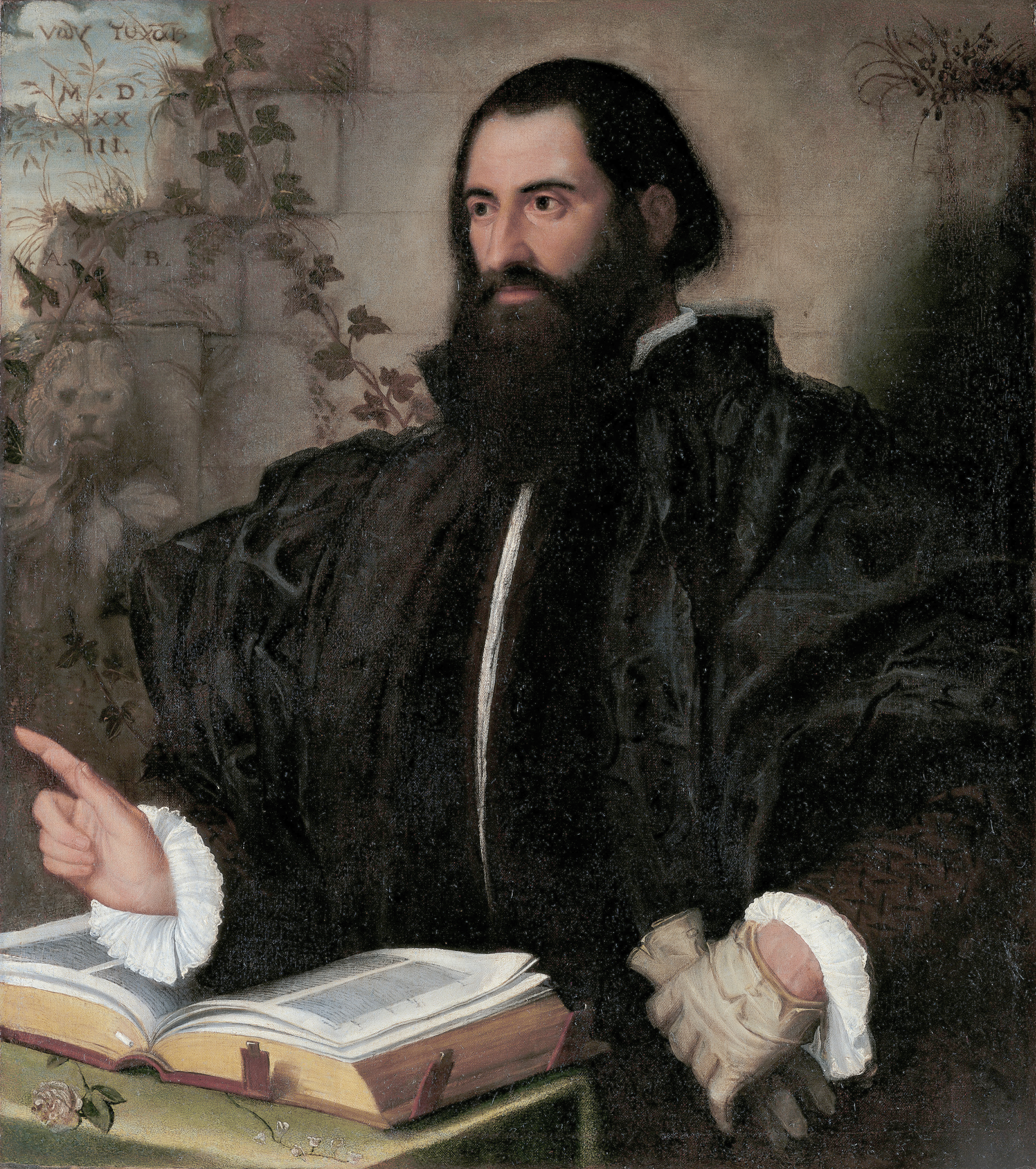
Pietro Andrea Mattioli (1533)

Pietro Andrea Gregorio Mattioli (auch Pierandrea Mattioli oder Pier Andrea, latinisiert Petrus Andreas Matthiolus; * 12. März 1501 in Siena; † 1578 in Trient an der Pest) war ein italienischer Arzt und Botaniker sowie Leibarzt des Erzherzogs Ferdinand II. und des Kaisers Maximilian II. Sein offizielles botanisches Autorenkürzel lautet „Mattioli“.

## Leben
Mattioli war der Sohn eines praktischen Arztes. Er absolvierte in Padua zunächst an der Artistenfakultät die Vorbereitung für ein Studium der Jurisprudenz, entschied sich dann jedoch für die Medizin. 1523 wurde er in Medizin promoviert und dann Arzt in Siena. Um seine chirurgischen Fertigkeiten zu verbessern, wechselte er anschließend nach Perugia zu Gregorio Caravita. Zwischen 1521 und 1527 befand er sich zeitweise in Rom, wo er am Ospedale di Santo Spirito und am Xenodochium „San Giacomo“ für unheilbar Kranke praktizierte. In diese Zeit fallen auch seine ersten Studien zur Botanik.
1527 trat Mattioli in die Dienste des Kardinals und Bischofs von Trient, Bernhard von Cles, dessen Palast er ein kunstgeschichtlich bedeutsames Gedicht widmete (1539). Er arbeitete als praktischer Arzt in Cles im Nonstal, ab 1539 in Görz in der damals habsburgischen Grafschaft Görz. In den Südalpen erwarb er seine immense Kenntnis der Alpenflora.
Aus Görz berief ihn der römisch-deutsche König und spätere Kaiser Ferdinand I. 1554 oder 1555 nach Prag und ernannte ihn zum Leibarzt seines Sohnes Erzherzog Ferdinand II. Mattioli stand am Hof in hohem Ansehen und wurde 1562 in den Adelsstand erhoben und zum Hofrat ernannt. Als nach dem Tod des Kaisers 1564 Maximilian II. dessen Nachfolge antrat, ließ dieser sich Mattioli von seinem Bruder als Leibarzt abtreten. 1568 reichte Mattioli seinen Abschied ein und kehrte nach Italien zurück, wo er Anfang 1578 in Trient einer Pestepidemie zum Opfer fiel. Sein Grabdenkmal befindet sich im Dom von Trient.

## Werk
Mattioli war nicht nur Verfasser fachmedizinischer Schriften, sondern ein Vertreter des volkssprachlichen Renaissance-Humanismus, der durch die Übersetzung wissenschaftlicher Werke aus dem Griechischen und Lateinischen gelehrtes Wissen in seiner Muttersprache popularisierte und dadurch zugleich deren Vokabular und wissenschaftliche Ausdrucksmöglichkeiten erweiterte.
Als Übersetzer war er an Jacopo Gastaldis Ausgabe der Geographie des Ptolemäus (1547/48) beteiligt, erfolgreich war er jedoch vor allem als Übersetzer und Kommentator der Materia medica des Dioscurides. Im Jahr 1544 veröffentlichte er seine italienische Übersetzung der Materia medica auf der Grundlage der lateinischen Übersetzung von Jean Ruel (1516), mit einem umfangreichen eigenen, ebenfalls italienischsprachigen Kommentar, in dieser ersten Ausgabe noch ohne Abbildungen. 1548 erschien eine zweite, um ein sechstes Buch über die Antidote erweiterte Ausgabe, 1550 und 1551 eine dritte, nochmals erweiterte Ausgabe. 1554 veröffentlichte Mattioli dann unter dem Titel Commentarii in libros sex Pedacii Dioscoridis Anazarbei eine vollständig überarbeitete lateinische Fassung seines Kommentars, zusammen mit einem lateinischen Text, der nur geringfügig von Jean Ruels Text abwich. Ausgestattet war diese Ausgabe erstmals auch mit 563 Holzschnitten, die dann ab der vierten italienischen Ausgabe von 1555 auch in deren Neuauflagen übernommen wurden.
Dank der finanziellen Unterstützung der Habsburger erschienen zwei Prachtausgaben in der Prager Offizin von Georg Melantrich von Aventin, die eine von Thaddäus Hajek aus dem Lateinischen übertragen ins Alttschechische (1562), die andere aus dem Lateinischen ins Deutsche übersetzt von Georg Handsch (Neuw Kreütterbuch, 1563). Aufgrund der großen Nachfrage gab Joachim Camerarius der Jüngere später die Hand'sche Übertragung noch einmal in einer neuen Bearbeitung heraus (Kreutterbuch. Frankfurt am Main 1586), teilweise ergänzt durch Abbildungen aus dem Nachlass Conrad Gessners.
Mattioli beschrieb eine Reihe von Arten, die in den Kräuterbüchern der Väter der Botanik nicht enthalten sind. So beschrieb er als einer der ersten im Jahre 1544 die aus Amerika eingeführte Tomate und bezeichnete die gelben Formen als „mala aurea“, „goldene Äpfel“. Auch die erste Abbildung der Rosskastanie in einem europäischen Kräuterbuch stammt von ihm. Über diesen Baum hatte ihm Willem Quackelbeen (1527–1561) in einem Brief aus Istanbul berichtet, wo dieser Arzt des Botschafters Ogier Ghiselin de Busbecq von Kaiser Ferdinand I. am Hof Sultan Süleymans I. war. Mattiolis Werk war erfolgreich. Giuseppe Moretti (1782–1853) besaß 40 verschiedene Ausgaben und konnte 21 weitere in Bibliotheken konsultieren. Allein in der Zeit bis 1563 sollen laut Peter Handsch vber die zwy vnnd dreyssig tausendt Exemplar verkauft worden sein.

## Ehrungen
Charles Plumier benannte ihm zu Ehren die Gattung Matthiola der Pflanzenfamilie der Rötegewächse (Rubiaceae). Carl von Linné übernahm später diesen Namen.

## Schriften

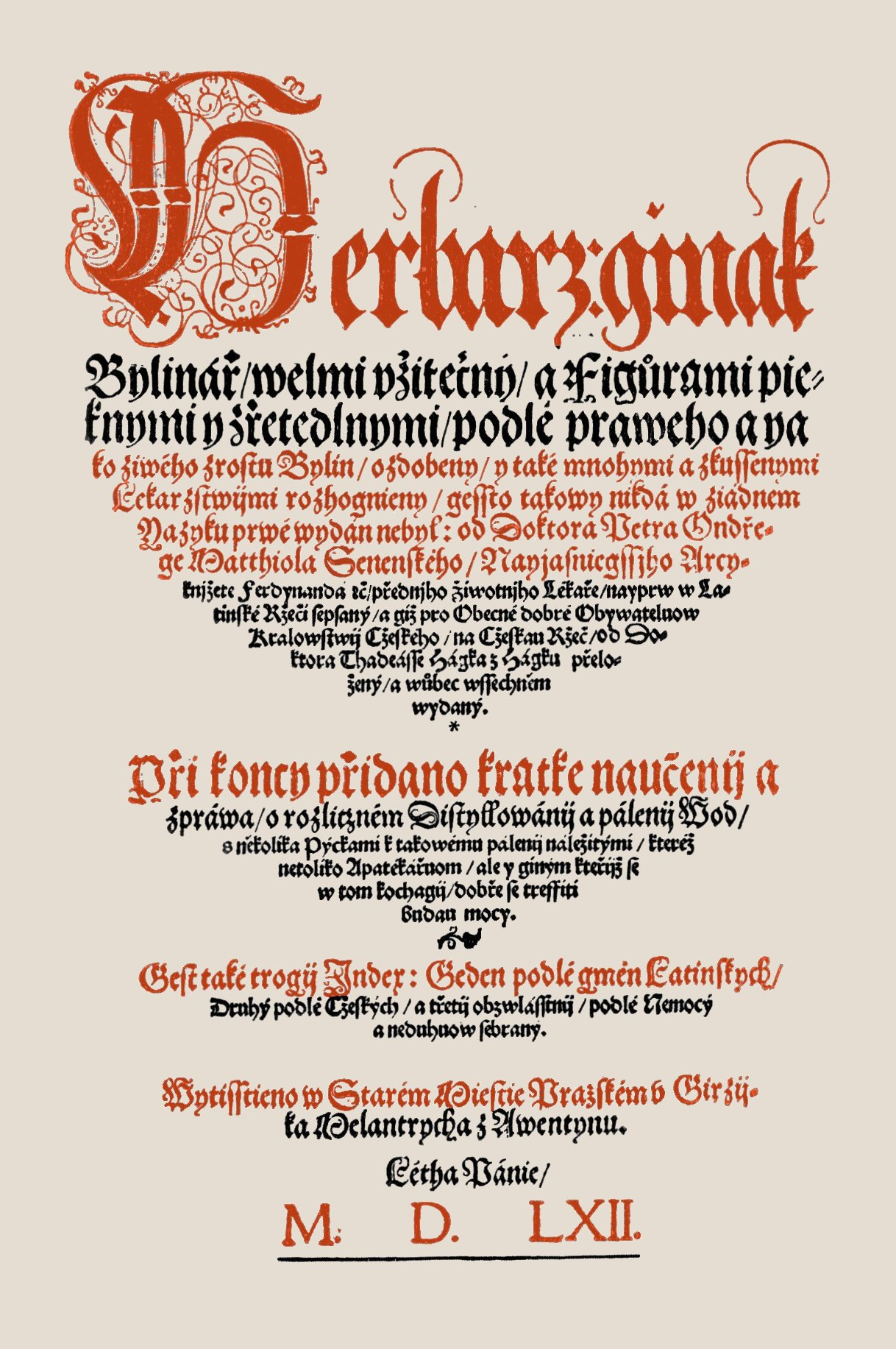
Herbarz ginak Bylinář (1562)

- Morbi Gallici nouum ac vtilissimum opusculum quo vera et omnimoda eius cura percipi potest P. Andrea Mattheolo Senensi doctore praestantiss. auctore (per haeredes Hieronymi de Benedictis calcographi, Bologna 1533)
- Morbi Gallici curandi ratio exquisitissima: a variis, iisdemque peritissimis medicis conscripta / nempe Petro Andrea Mattheolo, Joanne Almenar, Nicolao Massa, Nicolao Poll, Benedicto de Victoriis. Bebel, Basel 1536. Digitalisierte Ausgabe der Universitäts- und Landesbibliothek Düsseldorf
- Il Magno palazzo del cardinale di Trento (Francesco Marcolini da Forli, Venedig 1539) (Digitalisat) Google books; Faksimileausgabe mit einem Begleitband von Aldo Bertoluzza, Manfrini, Calliano (Trento) 1984, ISBN 88-7024-237-4
- Dioskurides:
  - Di Pedacio Dioscoride Anazarbeo libri cinque della historia, & materia medicinale tradotti in lingua volgare italiana da M. Pietro Andrea Matthiolo Sanese medico. Con amplissimi discorsi, et comenti, et dottissime annotationi, et censure del medesimo interprete... (Niccolo Bascarini, Venedig 1544)
  - Il Dioscoride dell'eccellente dottor medico M. P. Andrea Matthioli da Siena; co i suoi discorsi, da esso la seconda uolta illustrati, & diligentemente ampliati: con l'aggiunta del sesto libro de i rimedi di tutti i ueleni da lui nuouamente tradotto, & con dottissimi discorsi per tutto commentato... (Vincenzo Valgrisi, Venedig 1548)
  - Il Dioscoride dell'eccellente dottor medico M. P. Andrea Matthioli da Siena con li suoi discorsi da esso la terza uolta illustrati et copiosamente ampliati. Co'l sesto libro de gli antidoti contra a tutti i ueleni da lui tradotto, & con dottissimi discorsi per tutto commentato... (Vincenzo Valgrisi, Venedig 1550; Neuausg. 1551)
  - Commentarii in libros sex Pedacii Dioscoridis Anazarbei, De Medica Materia... Valgrisi, Venedig 1554 (Digitalisat); 1559 (Digitalisat); 1573 (Digitalisat). – Rigaud & Obert, Lyon 1627 (Digitalisat)
    - Herbarz ginak Bylinář welmi vžitečný a Figůrami pieknymi y zřetedlnymi podlé praweho a yako ziweho zrostu Bylin ozdobeny y také mnohymi a zkussenymi Lékarzstwijmi rozhognieny gessto takowy nikdá w ziádnem Yazyku prwé wydán nebyl. Georg Melantrich von Aventin, Prag 1562 (Digitalisat).
    - New Kreüterbuch. Mit den allerschönsten vnd artlichsten Figuren aller Gewechß, dergleichen vormals in keiner sprach nie an tag kommen. Von dem Hochgelehrten vnd weitberuembten Herrn Doctor Petro Andrea Matthiolo ; erstlich in Latein gestellt ; Folgendts durch Georgium Handschder Artzney Doctorem verdeutscht, vnnd endtlich zu gemeine, nutz vnd wolfart Deutscher Nation in druck verfertigt.  Melantrich von Auentin, Prag 1563 (Digitalisat).

  - Petri Andreae Matthioli senensis, serenissimi Principis Ferdinandi Auchiducis Austriae &c. Medici, commentarii secundo aucti, in libros sex Pedacii Dioscoridis Anazarbei de medica materia : adjectis quam plurimis Plantarum, & Animalium Imaginibus quae in priore Editione non habentur, eodem Authore (Valgrisius, Venetiis 1558) Digitalisierte Ausgabe der Universitäts- und Landesbibliothek Düsseldorf
- Ptolemeo la geografia di Claudio Ptolemeo alessandrino, con alcuni comenti & aggiunte fatteui da Sebastiano Munstero alamanno, con le tauole non solamente antiche & moderne solite di stamparsi, ma altre nuoue aggiunteui di messer Iacopo Gastaldo piamontese cosmographo, ridotta in uolgare italiano da m. Pietro Andrea Mattiolo senese medico eccellentissimo con l'aggiunta d'infiniti nomi moderni, ... fatta con grandissima diligenza da esso meser Iacopo Gastaldo, il che in nissun altro Ptolemeo si ritroua... (Von Nicolo Bascarini für Battista Pedrezano, Venedig 1547/48)
- Le solenni pompe, i superbi, et gloriosi apparati, i trionfi, i fuochi, et gli altri splendidi, & diletteuoli spettacoli, fatti alla venuta dell'inuittissimo imperadore Ferdinando primo, dal sereniss. suo figliuolo l'arciduca Ferdinando, nella real citta'di Praga l'ottauo giorno di nouembre, 1558... (Georg Melantrich von Aventin, Prag 1559)
- Opusculum de simplicium, medicamentorum facultatibus secundum locos, & genera. Accesserunt quoque praefationes quaedem huic opusculo ad modum necessariae... (Valgrisi, Venedig 1569)
- Compendium de plantis omnibus, una cum earum iconibus… Valgrisi, Venedig 1571 (Digitalisat).

postum
- De plantis epitome utilissima Petri Andreae Matthioli […]. Johan Feyerabend, Frankfurt am Main 1586 (Digitalisat) – von Camerarius überarbeitetes Compendium de plantis omnibus.
  - 1590 (Digitalisat)
- Petri Andreae Matthioli Medici Caesarei et Ferdinandi Archiducis Austriae, Opera quae exstant omnia: Hoc est, Commentarij in VI. libros Pedacij Dioscoridis Anazarbei de Medica materia: Adiectis in margine variis Graeci textus lectionibus, ex antiquissimis Codicibus desumptis, qui Dioscoridis deprauatam lectionem restituunt: Nunc ä Casparo Bavhino, Post diuersarum editionum collationem infinitis locis aucti: Synonymiis qvoque plantarvm et notis illvstrati: Adiectis plantarvm Iconibvs, svpra priores editiones plus quam trecentis (quarum quamplurime nunc primüm describuntur) ad viuum delineatis. De ratione destillandi aqvas ex omnibvs plantis: Et quomodo genuini odores in ipsis Aquis conseruari possint. Item Apologia in Amatvm Lvsitanvm, cvm Censura in eiusdem Enarationes. Epistolarvm Medicinalivm Libri qvinqve. Dialogvs de Morbo gallico. Cvm locvpletissimis indicibvs, tvm ad Rem Herbariam, tvm Medicamentariam pertinentibus. Nicolaus Bassaeus, Frankfurt am Main 1598 (Digitalisat, Digitalisat).
  - 2. Auflage: Johann König, Basel 1674 (Digitalisat).
  - Exsectio Foetvs vivi ex matre viva sine altervtrivs vitae periculo, & absque foecunditatis ablatione, à Francisco Rosseto Gallice conscripta. Adjecta est Ioan. Albosii Protomedici Regii Foetus per ann. XXIIX. in vtero contenti & lapide facti Historia.  Franc, item Rosseti tractat. huius indurationis causas explicans. Nicolaus Bassaeus, Frankfurt am Main 1601 (Digitalisat).